# Мария-Каролина Австрийска
Мария-Каролина Хабсбург-Австрийска (на немски: Maria Karolina von Österreich; * 13 август 1752, Виена, Хабсбургска монархия; †пак там, Австрийска империя) е австрийска ерцхерцогиня и кралица на Неапол и Сицилия – съпруга на крал Фердинанд IV Неаполитански (Фердинанд III Сицилиански и Фердинанд I на Двете Сицилии). Фактически управител на кралствата на своя съпруг, Мария-Каролина инициира въвеждането на много реформи като отмяна на забраната върху масонството, увеличаване на флота и прекратяването на испанското влияние в страната.

## Произход
Мария-Каролина е родена в двореца Шьонбрун, Виена, като Мария Каролина Луиза Йозефа Йохана фон Хабсбург-Лотарингска, ерцхерцогиня на Австрия, принцеса на Бохемия, Унгария и Тоскана. Тя е 13-то дете на Франц I, император на Свещената Римска империя, и на императрица Мария Терезия. От всичките деца на императорската двойка единствено тя е оприличавана най-силно на майка си. Поддържа много близки отношения с по-малката си сестра Мария-Антоанета, с която споделя обща гувернантка.

## Биография

### Ранни години и брак (1752 – 1768)
През октомври 1767 г. от едра шарка умира една от сестрите на Мария-Каролина – Мария-Йозефа, сгодена за неаполитанския крал Фердинанд IV – син на испанския крал Карлос III. Веднага след смъртта ѝ от испанския кралски двор настояват друга от дъщерите на Мария Терезия да се омъжи за неаполитанския крал, за да се съхрани планираният австро-испански съюз. Мария Терезия предлага за съпруга на Фердинанд една от дъщерите си – Мария-Амалия или Мария-Каролина, но от Мадрид избират по-младата Мария-Каролина, тъй като Мария-Амалия е с пет години по-възрастна от Фердинанд. Тя реагира на новината изключително негативно, но седем месеца по-късно, на 7 април 1768 г., е омъжена чрез пълномощник за неаполитанския крал, който пред олтара е представен от брата на булката Фердинанд Карл.

### Кралица на Неапол и Сицилия (1768 – 1806)
Мария-Каролина пристига в Неапол през май 1768 г., където среща съпруга си за първи път. Впечатленията на двамата един от друг не са особено добри, но Мария-Каролина изпълнява блестящо основното си задължение, като ражда на съпруга си осемнадесет деца.

#### Отстраняването на Танучи
Съпругът на Мария-Каролина страда от липса на каквито и да е управленчески качества, а управлението на кралствата е съсредоточено в дирижирания от Мадрид частен съвет, начело на който стои Бернардо Танучи. Следвайки стриктно указанията на майка си, Мария-Каролина успява да спечели доверието на съпруга си, демонстрирайки интереси в любимото му занимание – лова. Така кралицата по заобиколен път получава възможност да влияе върху управлението на страната. Скоро след раждането на мъжки наследник през 1775 г. тя е официално приета в частния съвет на съпруга си, което окончателно развързва ръцете ѝ за свободно участие във властта.
Първата решителна стъпка на Мария-Каролина е отстраняването на Бернардо Танучи от съвета и прекратяването на испанското влияние върху политиката на кралството. Това става след като Танучи и Мария-Каролина влизат в открит конфликт по въпроса за масонството. Под натиска на Карлос III Танучи възстановява закон от 1751 г., забраняващ масонските ложи в кралството. Ядосана, Мария-Каролина изразява на Карлос III мнението, че Танучи подкопава стабилността в страната. Това кралицата прави чрез едно писмо, написано от ръката на съпруга ѝ, с което Мария-Каролина постига целта си да представи мнението си за Танучи като мнение на самия Фердинанд. Примирен с мнението на съпругата си, Фердинанд освобождава Танучи през октомври 1776 г., което предизвиква конфликт между краля и баща му Карлос III. Назначаването на маркиза на Самбука – марионетка на Мария-Каролина на мястото на Танучи окончателно ликвидира испанското влияние в неаполитанския двор. Действията на кралицата успяват да отблъснат от нея голяма част от благородниците в двора. Непопулярността ѝ се увеличава и с опитите ѝ да намали прерогативите на благородниците за сметка на кралската власт.
След отстраняването на Танучи от правителството цялата власт фактически се съсредоточава в ръцете на Мария-Каролина и фаворита ѝ – англичанина Джон Актън. Кралицата се опитва да ръководи политиката на страната в съответствие с принципите на просветения абсолютизъм. Действайки съгласно съветите на брат си – император Йозеф II, Мария-Каролина започва обновяване на неглижираната дотогава неаполитанска армия, откривайки четири военноморски училища и построявайки около 150 военни кораба с различни размери. Усилия са положени и за развитието на търговския флот чрез сключването на търговски съюзи с Русия и Генуа.
Назначаването на Джон Актън за министър на войната и флота разгневява Карлос III, който се намира във война с Англия. Испанският крал е недоволен, че вместо испанеца Антонио Отеро за такъв важен пост е предпочетен англичанин. Отново чрез писмо, написано от съпруга ѝ, Мария-Каролина отговаря на свекъра си, че Актън е син на французойка и не е англичанин в пълния смисъл на думата, а и освен това той е назначен за министър преди Испания и Великобритания да започнат война помежду си.
Атаките на Мадрид срещу Актън правят последния още по-скъп за Мария-Каролина, която го назначава за фелдмаршал. Под ръководството на Актън разходите на неговото министерство са съкратени с 500 хил. дуката, а вакантните места са попълнени с чуждестранни сержанти и офицери. Актън и Мария-Каролина са толкова близки, че посланикът на Сардиния в Неапол споделя в мемоарите си, че мълвата погрешно им приписва любовна връзка. Безпочвеността на клюките за кралицата и Актън обаче не е известна на краля, който няколко пъти се опитва да ги изненада заедно и дори ги заплашва, че ще ги убие от гняв. В отговор Мария-Каролина обгражда съпруга си с антураж от шпиони, но скоро двамата постигат помирение. Кратковременно се оказва и оттеглянето на Актън в Кастелмаре ди Стабия.
През 1788 г. умира испанският крал Карлос III и в отношенията между Неапол и Мадрид настъпва затопляне. Новият испански крал предпочита да поддържа добри отношения с брат си и предлага сключване на династичен брак между дъщеря си и най-големия син на Мария-Каролина – херцога на Калабрия. Неаполитанската кралица обаче успява да отклони предложението на девера си, обмисляйки по-добре възможностите за сключване на династични съюзи. Овдовяването на племенника ѝ Франц Австрийски открива благоприятна възможност за поредния династичен брак между неаполитанския и хабсбургския дом. Така по време на гостуването на неаполитанското кралско семейство във Виена през 1790 г. двете дъщери на Мария-Каролина Мария-Тереза и Лусия се омъжват съответно за кронпринца Франц и за херцога на Тоскана Фердинанд III.

#### Скъсване с Просветения абсолютизъм
Големи усилия кралицата полага за подобряването на отношенията между Неапол и Папството, разклатени поради споровете с папа Пий VI около църковните закони, избора и инвеститурата на епископите в кралството. Споровете между Неапол и Рим стават причина кралството да спре да изплаща на Католическата църква ежегодния си васален данък от 7000 дуката. Загрижена за решаването на този спор, Мария-Каролина решава да се срещне лично с главата на Римокатолическата църква. Кралят и кралицата пристигат в Рим по път за Виена и са приети на лична аудиенция от папата. На тази аудиенция папата решава да прехвърли на краля на Неапол и Сицилия правото да избира ръководители на овакантените епископски катедри в кралството. И тъй като срещу този компромис от страна на църквата Мария-Каролина и Фердинанд не правят никакви отстъпки, престижът на кралството е окончателно затвърден. На тръгване от Рим Мария-Каролина е удостоена от папата със златна роза – символ на висше папско благоразположение.
Завръщането на Мария-Каролина от Виена поставя нова страница в политиката на Неапол. Разтревожена от събитията във Франция, тя прекратява политиката си на просветен абсолютизъм и преминава на страната на реакцията. Тя отрича революцията и полага усилия, за да предотврати разпространение на идеите ѝ в Неаполитанското кралство. Кралицата въвежда полицейски режим в кралството, което е разделено на дванадесет полицейски департамента, управлявани от назначавани от правителството комисари, заменили системата на избираемите съвети. Създадена е тайна полиция, която внедрява шпиони в средите на всички обществени прослойки.

#### Първа антифренска коалиция
Арестът на Луи XVI и Мария-Антоанета на 10 август 1792 г. става причина Мария-Каролина да не признае барон Дьо Макау, който пристига начело на френска дипломатическа мисия в Неапол. Ужасена от случилото се в Тюйлери, Мария-Каролина едва не прекратява дипломатическите отношения с Франция. Отказът на краля и кралицата да признаят Макау за представител на Френската република почти предизвиква пълен разрив в отношенията между двете страни. Джон Актън, сега пръв министър, успява да смири огромното желание на Мария-Каролина за война с Франция и се опитва да успокои Макау, докато самият той не си осигури английска военна подкрепа. Плановете на Актън пропадат, след като Париж се сдобива с писмо, описващо детайлно как Актън е саботирал френската дипломатическа мисия на Юго дьо Самовил в Османската империя. Когато в края на ноември Франция започва приготовления за война, Мария-Каролина и съпругът ѝ най-накрая се съгласяват да признаят Макау и Републиката. Въпреки това националното събрание на Франция изпраща срещу Неапол флотилия от 9 кораба начело с генерал Ла Туш, който пристига на 19 декември 1792 г. Ла Туш настоява за личното извинение на Актън за аферата „Самовил“ или в противен случай той заплашва да опустоши Неапол. Решението на кралицата да отстъпи пред Ла Туш ѝ спечелват критиките на някои италиански политици и военни, като генерал Колета, които не желаят да признаят факта, че към онзи момент Неаполитанското кралство не се намира в състояние да се отбранява, тъй като флотът не е мобилизиран.
Превантивните мерки, които Мария-Каролина предприема срещу настъплението на Якобизма в кралството, обаче се оказват неплодотворни, като се има предвид, че малко след като потегля за Франция, флотата на Ла Туш е принудена да се върне в неаполитански води поради разразила се буря и на моряците – в по-голямата си част френски агенти – е позволено да стъпят на неаполитанска земя, като по този начин те внедряват своите републикански идеи сред неаполитанците. След окончателното заминаване на Ла Туш през в края на януари 1793 г. Мария-Каролина започва нова неуспешна офанзива срещу неаполитанските радикали, която позволява на много от тях да избегнат правосъдието. Неуспехът на рестриктивните мерки на кралицата се обяснява и с факта, че началникът на полицията Луиджи де Медичи ди Отаяно е таен привърженик на революционните идеи. Междувременно Мария-Каролина завършва тайните преговори за сключване на военен съюз с Великобритания, на която Франция по-късно обявява война. Съгласно постигнатите договорености Неаполитанското кралство се задължава да предостави четири бойни кораба, четири фрегати, четири по-малки плавателни съдове и 6-хиляден екипаж, които да охраняват търговията в Средиземно море. През август 1793 г., след английската обсада на Тулон, Неаполитанското кралство се включва във войната срещу Франция на страната на Първата коалиция, в която влизат още Великобритания, Русия, Австрия, Прусия, Испания, Португалия и Сардиния.
Екзекуцията на Мария-Антоанета през октомври 1793 г. дава началото на нов етап в реакционната политика на Мария-Каролина. Кралицата е токова ужасена от ужасната смърт на сестра си, че напълно отказва да говори на варварския френски език и забранява творбите на някои френски философи, които тя самата е покровителствала, да се разпространяват в кралството. През 1794 г. е разкрит и якобински заговор за завземане на властта, което става причина Мария-Каролина да забрани масонските ложи в страната, подозирайки ги в тясно сътрудничество с Франция. Освен това неаполитанската армия е поставена в положение на постоянна бойна готовност, което причинява рязко покачване на данъците в кралството. Разтревожена за безопасността на семейството си, Мария-Каролина назначава дегустатори на кралската храна и сменя кралските апартаменти ежедневно.
Прекратяването на френско-испанските бойни действия през лятото на 1795 г. дават възможност на френския генерал Наполеон Бонапарт да съсредоточи вниманието си върху Италия. Успехите на Франция в Северна Италия принуждават Мария-Каролина да поиска мир, според условията на който Неапол трябва да изплати на Франция контрибуция на стойност 8 милиона франка. И двете страни обаче не възнамеряват да се придържат към мира в дългосрочен план. Сватбата на най-големия ѝ син – херцогът на Калабрия Леополд, за австрийската ерцхерцогиня Мария-Клементина през 1797 г. отвлича за кратко вниманието на Мария-Каролина от войната, която се отразява и на здравето ѝ.

#### Втора антифренска коалиция
На 20 май 1798 г. Мария-Каролина започва тайни преговори с Австрия за сключване на отбранителен съюз в отговор на френската анексия на Папската държава, която граничи с Неапол. След английската победа при Нил Мария-Каролина решава да се присъедини към Втората коалиция срещу Франция. За целта Австрия изпраща в Неапол генерал Фон Либерих. В кралския дворец в Казерта е свикан специален военен съвет в присъствието на кралицата, краля, генерал Либерих, сър Уилям Хамилтън – английския посланик в Неапол, и генерал Хорацио Нелсън, които решават да се извърши съвместна интервенция в създадената от французите марионетна Римска република.
Присъединяването на Неапол и Сицилия към Втората коалиция дава основание на Наполеон да започне решителни действия срещу Неапол. Френските войски начело с генерал Жан-Етиен Шампионе постигат бързи успехи и на 23 януари 1799 г. окупират Неапол, принуждавайки кралското семейство да се евакуира на остров Сицилия. В Сицилия Мария-Каролина продължава своята антифренска политика.
На 29 януари 1799 г. в Неапол французите прокламират създаването на т.нар. Партенопейска република (Неаполитанска република). Новата марионетна на Франция държавица обаче просъществува само шест месеца – на 21 юни 1799 г. санфедистите, както наричат неаполитанските войски на кардинал Фабрицио Руфо, нахлуват в републиката и я унищожават. Победата над французите е постигната благодарение на англичаните, които снабдяват кралската войска с оръжие. През лятото на 1799 г. адмирал Нелсън окончателно разбива французите и осигурява връщането на кралското семейство в Неапол.
През 1800 г. Мария-Каролина пристига във Виена заедно с трите си неомъжени дъщери и най-малкия си син Леополд. Кралицата остава във Виена две години и успява да уреди обещаващи бракове за дъщерите си. В тесния семеен кръг Мария-Каролина прекарва най-много време с любимата си внучка Мария-Луиза Австрийска, която по-късно е омъжена за Наполеон Бонапарт.
Мария-Каролина се завръща в Неапол на 17 август 1802 г. По това време Европа отново е разтревожена от нарастващото влияние на Наполеон, който на 18 май 1804 г. е коронясан за император. През 1805 г. Италия отново попада в полезрението на императора, който е коронован с корона, носеща надписа Rex totius Italiae (Крал на цяла Италия). Събитията се развиват изключително бързо и в края на годината Мария-Каролина е потресена от френската победа над Австрия при Аустерлиц (2 декември 1805 г.).
След като елиминира опасността от страна на Австрия, Наполеон не губи време, за да завладее Неапол, и поставя брат си Жозеф, а след това и своя генерал Жоашен Мюра на неаполитанския престол. През февруари 1806 г. Мария-Каролина и семейството ѝ отново бягат на остров Сицилия.

### Последни години (1806 – 1814)
В Сицилия отношенията между Мария-Каролина и съпруга ѝ се влошават още повече, а подкрепата ѝ за грабителските действия на кардинал Руфо в Италия сриват авторитета на кралицата сред народа. След като кралят решава да се оттегли от властта и да назначи най-големия им син Франциск за регент, Мария-Каролина фактически остава без никакво политическо влияние в двора. По внушение на новия английски посланик в Сицилия лорд Бентинк през 1813 г. Мария-Каролина е принудена да напусне Сицилия и да се върне в родната Виена.
След дълъг път, който преминава през Константинопол, Одеса, Лвов и Будапеща, Мария-Каролина пристига във Виена през януари 1814. Още докато е на път към австрийската столица, кралицата научава за победата над Наполеон при Лайпциг на 13 октомври 1813. Окуражена от случващото се на международната сцена, във Виена тя започва преговори с граф Метерних и племенника си Франц I за евентуалното си връщане на неаполитанския престол. Това обаче не се случва, тъй като 62-годишната Мария-Каролина умира от сърдечен удар на 8 септември 1814 г., без да доживее изгнанието на Наполеон на остров Света Елена и връщането на съпруга ѝ на неаполитанския престол от Виенския конгрес. Кралицата е открита от компаньонката си да лежи мъртва на пода сред купчина разпилени писма. Погребана е в имперската крипта във Виена.

## Потомство
Мария-Каролина ражда на съпруга си осемнадесет деца, от които до зряла възраст оцеляват само седем:
- Мария Тереза Бурбон-Двете Сицилии (6 юни 1772, Неапол – 13 април 1807, Виена), императрица на Свещената Римска империя, ∞ 15 август 1790 в Неапол за първия си братовчед Франц II Хабсбург-Лотарингски, от когото има 12 деца
- Луиза Мария Амалия Бурбон-Двете Сицилии (27 юли 1773, Неапол – 19 септември 1802, Виена), велика херцогиня на Тоскана, ∞ 15 август 1790 в Неапол за първия си братовчед Фердинанд III Хабсбург-Лотарингски /Тоскански, от когото има 6 деца
- Карл Тит Бурбон-Двете Сицилии (4 януари 1775, Казерта – 17 декември 1778, Вакерия), херцог на Калабрия, наследствен принц на Неапол
- Мария Анна Бурбон-Двете Сицилии (23 ноември 1775 - 22 февруари 1780)
- Франциск I на Двете Сицилии (14 август 1777, Неапол – 8 ноември 1830, пак там), крал на Двете Сицилии, ∞ 1. 25 юни 1797 във Фоджа за първата си братовчедка Мария Клементина Хабсбург-Лотарингска, от която има две деца 2. 6 юли 1802 в Мадрид (пълномощник), 6 октомври в Барселона за Мария-Исабела Бурбон-Испанска, от която има 12 деца. Има и няколко извънбрачни деца.
- Мария Кристина Амалия Тереза Бурбон-Двете Сицилии (17 януари 1779, Казерта – 11 март 1849, Савона), кралица на Сардиния, ∞ 6 април 1807 в Палермо за Карл Феликс Савойски, бъдещ крал на Сардиния, от когото няма деца
- Мария Кристина Амалия Бурбон-Двете Сицилии (17 януари 1779 - 26 февруари 1783), близначка на предходната
- Януарий Карл Бурбон-Двете Сицилии (12 aприл 1780 - 2 януари 1789)
- Йосиф Карл Бурбон-Двете Сицилии (18 юни 1781 - 19 февруари 1783)
- Мария Амалия Бурбон-Двете Сицилии (26 април 1782, Казерта – 24 март 1866, Ешър, Съри), кралица-консорт на Франция, ∞ 25 ноември 1809 в Палермо за Луи-Филип I, херцог на Орлеан, от когото има 8 деца
- Мария Каролина Бурбон-Двете Сицилии (19 юли 1783)
- Мария Антония Тереза Амалия Бурбон-Двете Сицилии (14 декември 1784, Казерта – 21 май 1806, Аранхуес), чрез брак принцеса на Астурия, ∞ 6 октомври 1802 за братовчед си Фердинанд, принц на Астурия, от когото няма деца
- Мария Клотилда Бурбон-Двете Сицилии (18 февруари 1786 - 10 септември 1792)
- Мария Хенриета Бурбон-Двете Сицилии (31 юли 1787 - 20 септември 1792)
- Карл Януарий Бурбон-Двете Сицилии (26 август 1788 - 1 февруари 1789)
- Леополд Йоан Йосиф Михаил Бурбон-Двете Сицилии (2 юли 1790, Неапол – 10 март 1851, пак там), принц на Салерно, ∞ 28 юли 1816 в замъка Шьонбрун за племенницата си Мария Клементина Хабсбург-Лотарингска, от която има 4 деца
- Алберт Бурбон-Двете Сицилии (2 май 1792 - 25 декември 1798)
- Мария Изабела Бурбон-Двете Сицилии (2 декември 1793 - 23 април 1801)